# WTA Tour 2021
WTA Tour 2021 – sezon profesjonalnych żeńskich turniejów tenisowych organizowanych przez Women’s Tennis Association w 2021 roku. WTA Tour 2021 obejmował turnieje wielkoszlemowe (organizowane przez Międzynarodową Federację Tenisową), turnieje rangi WTA 1000, WTA 500, WTA 250, drużynowe zawody Pucharu Billie Jean King (organizowane przez ITF), kończące sezon zawody WTA Finals i WTA Elite Trophy, a także przeniesione z poprzedniego roku rozgrywki podczas igrzysk olimpijskich (organizowane przez ITF). Była to 51. edycja rozgrywek.
Niektóre pierwotnie zaplanowane turnieje zostały odwołane lub przeniesione z powodu pandemii COVID-19.

## Kalendarz turniejów
| Igrzyska olimpijskie      |
| Wielki Szlem              |
| WTA Championships         |
| WTA 1000 (obowiązkowe)    |
| WTA 1000 (nieobowiązkowe) |
| WTA 500                   |
| WTA 250                   |
| zawody drużynowe          |

### Styczeń
| Tydzień | Data       | Turniej                                                   | Zwyciężczynie              | Wynik       | Finalistki                  | Półfinalistki              | Ćwierćfinalistki                                                |
| ------- | ---------- | --------------------------------------------------------- | -------------------------- | ----------- | --------------------------- | -------------------------- | --------------------------------------------------------------- |
| 1.      | 6 stycznia | Abu Dhabi WTA Women’s Tennis Open Abu Zabi WTA 500 Twarda | Aryna Sabalenka            | 6:2, 6:2    | Wieronika Kudiermietowa     | Maria Sakari Marta Kostiuk | Sofia Kenin Jelena Rybakina Sara Sorribes Tormo Elina Switolina |
| 1.      | 6 stycznia | Abu Dhabi WTA Women’s Tennis Open Abu Zabi WTA 500 Twarda | Shūko Aoyama Ena Shibahara | 7:6(5), 6:4 | Luisa Stefani Hayley Carter | Maria Sakari Marta Kostiuk | Sofia Kenin Jelena Rybakina Sara Sorribes Tormo Elina Switolina |

### Luty
| Tydzień | Data        | Turniej                                        | Zwyciężczynie                         | Wynik                      | Finalistki                            | Półfinalistki                        | Ćwierćfinalistki                                                      |
| ------- | ----------- | ---------------------------------------------- | ------------------------------------- | -------------------------- | ------------------------------------- | ------------------------------------ | --------------------------------------------------------------------- |
| 5.      | 31 stycznia | Gippsland Trophy Melbourne WTA 500 Twarda      | Elise Mertens                         | 6:4, 6:1                   | Kaia Kanepi                           | Jekatierina Aleksandrowa Naomi Ōsaka | Simona Halep Karolína Muchová Elina Switolina Irina-Camelia Begu      |
| 5.      | 31 stycznia | Gippsland Trophy Melbourne WTA 500 Twarda      | Barbora Krejčíková Kateřina Siniaková | 6:3, 7:6(4)                | Chan Hao-ching Latisha Chan           | Jekatierina Aleksandrowa Naomi Ōsaka | Simona Halep Karolína Muchová Elina Switolina Irina-Camelia Begu      |
| 5.      | 31 stycznia | Yarra Valley Classic Melbourne WTA 500 Twarda  | Ashleigh Barty                        | 7:6(3), 6:4                | Garbiñe Muguruza                      | Serena Williams Markéta Vondroušová  | Shelby Rogers Danielle Collins Nadia Podoroska Sofia Kenin            |
| 5.      | 31 stycznia | Yarra Valley Classic Melbourne WTA 500 Twarda  | Shūko Aoyama Ena Shibahara            | 6:3, 6:4                   | Anna Kalinska Viktória Kužmová        | Serena Williams Markéta Vondroušová  | Shelby Rogers Danielle Collins Nadia Podoroska Sofia Kenin            |
| 5.      | 3 lutego    | Grampians Trophy Melbourne WTA 500 Twarda      | finał nie został rozegrany            | finał nie został rozegrany | Anett Kontaveit Ann Li                | Maria Sakari Jennifer Brady          | Angelique Kerber Wiktoryja Azaranka Barbora Krejčíková Sorana Cîrstea |
| 6.–7.   | 8 lutego    | Australian Open Melbourne Wielki Szlem Twarda  | Naomi Ōsaka                           | 6:4, 6:3                   | Jennifer Brady                        | Karolína Muchová Serena Williams     | Ashleigh Barty Jessica Pegula Hsieh Su-wei Simona Halep               |
| 6.–7.   | 8 lutego    | Australian Open Melbourne Wielki Szlem Twarda  | Elise Mertens Aryna Sabalenka         | 6:2, 6:3                   | Barbora Krejčíková Kateřina Siniaková | Karolína Muchová Serena Williams     | Ashleigh Barty Jessica Pegula Hsieh Su-wei Simona Halep               |
| 6.–7.   | 8 lutego    | Australian Open Melbourne Wielki Szlem Twarda  | Barbora Krejčíková Rajeev Ram         | 6:1, 6:4                   | Samantha Stosur Matthew Ebden         | Karolína Muchová Serena Williams     | Ashleigh Barty Jessica Pegula Hsieh Su-wei Simona Halep               |
| 7.      | 13 lutego   | Phillip Island Trophy Melbourne WTA 250 Twarda | Darja Kasatkina                       | 4:6, 6:2, 6:2              | Marie Bouzková                        | Danielle Collins Bianca Andreescu    | Rebecca Peterson Petra Martić Jil Teichmann Irina-Camelia Begu        |
| 7.      | 13 lutego   | Phillip Island Trophy Melbourne WTA 250 Twarda | Kamilla Rachimowa Ankita Raina        | 2:6, 6:4, 10–7             | Anna Blinkowa Anastasija Potapowa     | Danielle Collins Bianca Andreescu    | Rebecca Peterson Petra Martić Jil Teichmann Irina-Camelia Begu        |
| 8.      | 21 lutego   | Adelaide International Adelaide WTA 500 Twarda | Iga Świątek                           | 6:2, 6:2                   | Belinda Bencic                        | Jil Teichmann Cori Gauff             | Danielle Collins Anastasija Sevastova Shelby Rogers Storm Sanders     |
| 8.      | 21 lutego   | Adelaide International Adelaide WTA 500 Twarda | Alexa Guarachi Desirae Krawczyk       | 6:7(4), 6:4, 10–3          | Hayley Carter Luisa Stefani           | Jil Teichmann Cori Gauff             | Danielle Collins Anastasija Sevastova Shelby Rogers Storm Sanders     |

### Marzec
| Tydzień | Data     | Turniej                                                       | Zwyciężczynie                   | Wynik          | Finalistki                           | Półfinalistki                         | Ćwierćfinalistki                                                                        |
| ------- | -------- | ------------------------------------------------------------- | ------------------------------- | -------------- | ------------------------------------ | ------------------------------------- | --------------------------------------------------------------------------------------- |
| 9.      | 1 marca  | Qatar Total Open Doha WTA 500 Twarda                          | Petra Kvitová                   | 6:2, 6:1       | Garbiñe Muguruza                     | Wiktoryja Azaranka Jessica Pegula     | Anett Kontaveit Karolína Plíšková Maria Sakari Elina Switolina                          |
| 9.      | 1 marca  | Qatar Total Open Doha WTA 500 Twarda                          | Nicole Melichar Demi Schuurs    | 6:2, 2:6, 10–8 | Monica Niculescu Jeļena Ostapenko    | Wiktoryja Azaranka Jessica Pegula     | Anett Kontaveit Karolína Plíšková Maria Sakari Elina Switolina                          |
| 9.      | 1 marca  | Lyon Open Lyon WTA 250 Twarda (hala)                          | Clara Tauson                    | 6:3, 6:1       | Viktorija Golubic                    | Paula Badosa Fiona Ferro              | Clara Burel Camila Giorgi Greet Minnen Kristina Mladenovic                              |
| 9.      | 1 marca  | Lyon Open Lyon WTA 250 Twarda (hala)                          | Viktória Kužmová Arantxa Rus    | 3:6, 7:5, 10–7 | Eugenie Bouchard Olga Danilović      | Paula Badosa Fiona Ferro              | Clara Burel Camila Giorgi Greet Minnen Kristina Mladenovic                              |
| 10.     | 7 marca  | Dubai Tennis Championships Dubaj WTA 1000 Twarda              | Garbiñe Muguruza                | 7:6(6), 6:3    | Barbora Krejčíková                   | Jil Teichmann Elise Mertens           | Anastasija Potapowa Cori Gauff Aryna Sabalenka Jessica Pegula                           |
| 10.     | 7 marca  | Dubai Tennis Championships Dubaj WTA 1000 Twarda              | Alexa Guarachi Darija Jurak     | 6:0, 6:3       | Xu Yifan Yang Zhaoxuan               | Jil Teichmann Elise Mertens           | Anastasija Potapowa Cori Gauff Aryna Sabalenka Jessica Pegula                           |
| 10.     | 8 marca  | Abierto Zapopan Guadalajara WTA 250 Twarda                    | Sara Sorribes Tormo             | 6:2, 7:5       | Eugenie Bouchard                     | Elisabetta Cocciaretto Marie Bouzková | Lauren Davis Caty McNally Astra Sharma Anna Karolína Schmiedlová                        |
| 10.     | 8 marca  | Abierto Zapopan Guadalajara WTA 250 Twarda                    | Ellen Perez Astra Sharma        | 6:4, 6:4       | Desirae Krawczyk Giuliana Olmos      | Elisabetta Cocciaretto Marie Bouzková | Lauren Davis Caty McNally Astra Sharma Anna Karolína Schmiedlová                        |
| 11.     | 15 marca | St. Petersburg Ladies Trophy Petersburg WTA 500 Twarda (hala) | Darja Kasatkina                 | 6:3, 2:1 krecz | Margarita Gasparian                  | Wiera Zwonariowa Swietłana Kuzniecowa | Jekatierina Aleksandrowa Anastasija Gasanowa Jaqueline Cristian Wieronika Kudiermietowa |
| 11.     | 15 marca | St. Petersburg Ladies Trophy Petersburg WTA 500 Twarda (hala) | Nadija Kiczenok Raluca Olaru    | 2:6, 6:3, 10–8 | Kaitlyn Christian Sabrina Santamaria | Wiera Zwonariowa Swietłana Kuzniecowa | Jekatierina Aleksandrowa Anastasija Gasanowa Jaqueline Cristian Wieronika Kudiermietowa |
| 11.     | 15 marca | Monterrey Open Monterrey WTA 250 Twarda                       | Leylah Annie Fernandez          | 6:1, 6:4       | Viktorija Golubic                    | Sara Sorribes Tormo Ann Li            | Viktória Kužmová Anna Karolína Schmiedlová Zheng Saisai Anna Kalinska                   |
| 11.     | 15 marca | Monterrey Open Monterrey WTA 250 Twarda                       | Caroline Dolehide Asia Muhammad | 6:2, 6:3       | Heather Watson Zheng Saisai          | Sara Sorribes Tormo Ann Li            | Viktória Kužmová Anna Karolína Schmiedlová Zheng Saisai Anna Kalinska                   |
| 12.–13. | 23 marca | Miami Open Miami WTA 1000 Twarda                              | Ashleigh Barty                  | 6:3, 4:0 krecz | Bianca Andreescu                     | Elina Switolina Maria Sakari          | Aryna Sabalenka Anastasija Sevastova Sara Sorribes Tormo Naomi Ōsaka                    |
| 12.–13. | 23 marca | Miami Open Miami WTA 1000 Twarda                              | Shūko Aoyama Ena Shibahara      | 6:2, 7:5       | Hayley Carter Luisa Stefani          | Elina Switolina Maria Sakari          | Aryna Sabalenka Anastasija Sevastova Sara Sorribes Tormo Naomi Ōsaka                    |

### Kwiecień
| Tydzień | Data        | Turniej                                                    | Zwyciężczynie | Wynik | Finalistki | Półfinalistki                             | Ćwierćfinalistki                                                         |
| ------- | ----------- | ---------------------------------------------------------- | --- | --- | --- | ----------------------------------------- | ------------------------------------------------------------------------ |
| 14.     | 5 kwietnia  | Charleston Open Charleston WTA 500 Ceglana                 | Wieronika Kudiermietowa | 6:4, 6:2 | Danka Kovinić | Paula Badosa Uns Dżabir                   | Ashleigh Barty Sloane Stephens Julija Putincewa Cori Gauff               |
| 14.     | 5 kwietnia  | Charleston Open Charleston WTA 500 Ceglana                 | Nicole Melichar Demi Schuurs | 6:2, 6:4 | Marie Bouzková Lucie Hradecká | Paula Badosa Uns Dżabir                   | Ashleigh Barty Sloane Stephens Julija Putincewa Cori Gauff               |
| 14.     | 5 kwietnia  | Copa Colsanitas Bogota WTA 250 Ceglana                     | María Camila Osorio Serrano | 5:7, 6:3, 6:4 | Tamara Zidanšek | Harmony Tan Wiktorija Tomowa              | Stefanie Vögele Lara Arruabarrena Nuria Párrizas Díaz Sara Errani        |
| 14.     | 5 kwietnia  | Copa Colsanitas Bogota WTA 250 Ceglana                     | Elixane Lechemia Ingrid Neel | 6:3, 6:4 | Mihaela Buzărnescu Anna-Lena Friedsam | Harmony Tan Wiktorija Tomowa              | Stefanie Vögele Lara Arruabarrena Nuria Párrizas Díaz Sara Errani        |
| 15.     | 12 kwietnia | MUSC Health Women’s Open Charleston WTA 250 Ceglana        | Astra Sharma | 2:6, 7:5, 6:1 | Uns Dżabir | Danka Kovinić María Camila Osorio Serrano | Nao Hibino Shelby Rogers Linda Fruhvirtová Clara Tauson                  |
| 15.     | 12 kwietnia | MUSC Health Women’s Open Charleston WTA 250 Ceglana        | Hailey Baptiste Caty McNally | 6:7(4), 6:4, 10–6 | Ellen Perez Storm Sanders | Danka Kovinić María Camila Osorio Serrano | Nao Hibino Shelby Rogers Linda Fruhvirtová Clara Tauson                  |
| 15.     | 12 kwietnia | Puchar Billie Jean King                                    | Wyniki play-off (baraży) o udział w kwalifikacjach do Finałów · Polska – Brazylia 3–2 · Wielka Brytania – Meksyk 3–1 · Serbia – Kanada 0–4 · Łotwa – Indie 3–1 · Ukraina – Japonia 4–0 · Rumunia – Włochy 1–3 · Argentyna – Kazachstan 2–3 · Holandia – Chiny 3–2 | Wyniki play-off (baraży) o udział w kwalifikacjach do Finałów · Polska – Brazylia 3–2 · Wielka Brytania – Meksyk 3–1 · Serbia – Kanada 0–4 · Łotwa – Indie 3–1 · Ukraina – Japonia 4–0 · Rumunia – Włochy 1–3 · Argentyna – Kazachstan 2–3 · Holandia – Chiny 3–2 | Wyniki play-off (baraży) o udział w kwalifikacjach do Finałów · Polska – Brazylia 3–2 · Wielka Brytania – Meksyk 3–1 · Serbia – Kanada 0–4 · Łotwa – Indie 3–1 · Ukraina – Japonia 4–0 · Rumunia – Włochy 1–3 · Argentyna – Kazachstan 2–3 · Holandia – Chiny 3–2 |                                           |                                                                          |
| 16.     | 19 kwietnia | Porsche Tennis Grand Prix Stuttgart WTA 500 Ceglana (hala) | Ashleigh Barty | 3:6, 6:0, 6:3 | Aryna Sabalenka | Elina Switolina Simona Halep              | Karolína Plíšková Petra Kvitová Anett Kontaveit Jekatierina Aleksandrowa |
| 16.     | 19 kwietnia | Porsche Tennis Grand Prix Stuttgart WTA 500 Ceglana (hala) | Ashleigh Barty Jennifer Brady | 6:4, 5:7, 10–5 | Desirae Krawczyk Bethanie Mattek-Sands | Elina Switolina Simona Halep              | Karolína Plíšková Petra Kvitová Anett Kontaveit Jekatierina Aleksandrowa |
| 16.     | 19 kwietnia | Istanbul Cup Stambuł WTA 250 Ceglana                       | Sorana Cîrstea | 6:1, 7:6(3) | Elise Mertens | Wieronika Kudiermietowa Marta Kostiuk     | Kateřina Siniaková Ana Bogdan Ana Konjuh Fiona Ferro                     |
| 16.     | 19 kwietnia | Istanbul Cup Stambuł WTA 250 Ceglana                       | Wieronika Kudiermietowa Elise Mertens | 6:1, 6:1 | Nao Hibino Makoto Ninomiya | Wieronika Kudiermietowa Marta Kostiuk     | Kateřina Siniaková Ana Bogdan Ana Konjuh Fiona Ferro                     |
| 17.–18. | 29 kwietnia | Mutua Madrid Open Madryt WTA 1000 Ceglana                  | Aryna Sabalenka | 6:0, 3:6, 6:4 | Ashleigh Barty | Paula Badosa Anastasija Pawluczenkowa     | Petra Kvitová Belinda Bencic Elise Mertens Karolína Muchová              |
| 17.–18. | 29 kwietnia | Mutua Madrid Open Madryt WTA 1000 Ceglana                  | Barbora Krejčíková Kateřina Siniaková | 6:4, 6:3 | Gabriela Dabrowski Demi Schuurs | Paula Badosa Anastasija Pawluczenkowa     | Petra Kvitová Belinda Bencic Elise Mertens Karolína Muchová              |

### Maj
| Tydzień | Data    | Turniej                                                | Zwyciężczynie                         | Wynik          | Finalistki                              | Półfinalistki                                | Ćwierćfinalistki                                                       |
| ------- | ------- | ------------------------------------------------------ | ------------------------------------- | -------------- | --------------------------------------- | -------------------------------------------- | ---------------------------------------------------------------------- |
| 19.     | 10 maja | Internazionali d’Italia Rzym WTA 1000 Ceglana          | Iga Świątek                           | 6:0, 6:0       | Karolína Plíšková                       | Cori Gauff Petra Martić                      | Ashleigh Barty Elina Switolina Jeļena Ostapenko Jessica Pegula         |
| 19.     | 10 maja | Internazionali d’Italia Rzym WTA 1000 Ceglana          | Sharon Fichman Giuliana Olmos         | 4:6, 7:5, 10–5 | Kristina Mladenovic Markéta Vondroušová | Cori Gauff Petra Martić                      | Ashleigh Barty Elina Switolina Jeļena Ostapenko Jessica Pegula         |
| 20.     | 16 maja | Serbia Ladies Open Belgrad WTA 250 Ceglana             | Paula Badosa                          | 6:2, 2:0 krecz | Ana Konjuh                              | Wiktorija Tomowa María Camila Osorio Serrano | Réka Luca Jani Rebecca Peterson Alaksandra Sasnowicz Nadia Podoroska   |
| 20.     | 16 maja | Serbia Ladies Open Belgrad WTA 250 Ceglana             | Aleksandra Krunić Nina Stojanović     | 6:0, 6:2       | Greet Minnen Alison Van Uytvanck        | Wiktorija Tomowa María Camila Osorio Serrano | Réka Luca Jani Rebecca Peterson Alaksandra Sasnowicz Nadia Podoroska   |
| 20.     | 16 maja | Emilia-Romagna Open Parma WTA 250 Ceglana              | Cori Gauff                            | 6:1, 6:3       | Wang Qiang                              | Kateřina Siniaková Sloane Stephens           | Caroline Garcia Amanda Anisimova Sara Errani Petra Martić              |
| 20.     | 16 maja | Emilia-Romagna Open Parma WTA 250 Ceglana              | Cori Gauff Caty McNally               | 6:3, 6:2       | Darija Jurak Andreja Klepač             | Kateřina Siniaková Sloane Stephens           | Caroline Garcia Amanda Anisimova Sara Errani Petra Martić              |
| 21.     | 23 maja | Internationaux de Strasbourg Strasburg WTA 250 Ceglana | Barbora Krejčíková                    | 6:3, 6:3       | Sorana Cîrstea                          | Magda Linette Jule Niemeier                  | Bianca Andreescu Julija Putincewa Jekatierina Aleksandrowa Arantxa Rus |
| 21.     | 23 maja | Internationaux de Strasbourg Strasburg WTA 250 Ceglana | Alexa Guarachi Desirae Krawczyk       | 6:2, 6:3       | Makoto Ninomiya Yang Zhaoxuan           | Magda Linette Jule Niemeier                  | Bianca Andreescu Julija Putincewa Jekatierina Aleksandrowa Arantxa Rus |
| 22.–23. | 30 maja | French Open Paryż Wielki Szlem Ceglana                 | Barbora Krejčíková                    | 6:1, 2:6, 6:4  | Anastasija Pawluczenkowa                | Maria Sakari Tamara Zidanšek                 | Cori Gauff Iga Świątek Jelena Rybakina Paula Badosa                    |
| 22.–23. | 30 maja | French Open Paryż Wielki Szlem Ceglana                 | Barbora Krejčíková Kateřina Siniaková | 6:4, 6:2       | Bethanie Mattek-Sands Iga Świątek       | Maria Sakari Tamara Zidanšek                 | Cori Gauff Iga Świątek Jelena Rybakina Paula Badosa                    |
| 22.–23. | 30 maja | French Open Paryż Wielki Szlem Ceglana                 | Desirae Krawczyk Joe Salisbury        | 2:6, 6:4, 10–5 | Jelena Wiesnina Asłan Karacew           | Maria Sakari Tamara Zidanšek                 | Cori Gauff Iga Świątek Jelena Rybakina Paula Badosa                    |

### Czerwiec
| Tydzień | Data       | Turniej                                                     | Zwyciężczynie                      | Wynik             | Finalistki                              | Półfinalistki                     | Ćwierćfinalistki                                                        |
| ------- | ---------- | ----------------------------------------------------------- | ---------------------------------- | ----------------- | --------------------------------------- | --------------------------------- | ----------------------------------------------------------------------- |
| 23.     | 6 czerwca  | Nottingham Open Nottingham WTA 250 Trawiasta                | Johanna Konta                      | 6:2, 6:1          | Zhang Shuai                             | Nina Stojanović Lauren Davis      | Alison Van Uytvanck Tereza Martincová Kristina Mladenovic Katie Boulter |
| 23.     | 6 czerwca  | Nottingham Open Nottingham WTA 250 Trawiasta                | Ludmyła Kiczenok Makoto Ninomiya   | 6:4, 6:7(3), 10–8 | Caroline Dolehide Storm Sanders         | Nina Stojanović Lauren Davis      | Alison Van Uytvanck Tereza Martincová Kristina Mladenovic Katie Boulter |
| 24.     | 14 czerwca | German Open Berlin WTA 500 Trawiasta                        | Ludmiła Samsonowa                  | 1:6, 6:1, 6:3     | Belinda Bencic                          | Wiktoryja Azaranka Alizé Cornet   | Madison Keys Jessica Pegula Garbiñe Muguruza Jekatierina Aleksandrowa   |
| 24.     | 14 czerwca | German Open Berlin WTA 500 Trawiasta                        | Wiktoryja Azaranka Aryna Sabalenka | 4:6, 7:5, 10–4    | Nicole Melichar Demi Schuurs            | Wiktoryja Azaranka Alizé Cornet   | Madison Keys Jessica Pegula Garbiñe Muguruza Jekatierina Aleksandrowa   |
| 24.     | 14 czerwca | Birmingham Classic Birmingham WTA 250 Trawiasta             | Uns Dżabir                         | 7:5, 6:4          | Darja Kasatkina                         | Coco Vandeweghe Heather Watson    | Marie Bouzková Tereza Martincová Donna Vekić Anastasija Potapowa        |
| 24.     | 14 czerwca | Birmingham Classic Birmingham WTA 250 Trawiasta             | Marie Bouzková Lucie Hradecká      | 6:4, 2:6, 10–8    | Uns Dżabir Ellen Perez                  | Coco Vandeweghe Heather Watson    | Marie Bouzková Tereza Martincová Donna Vekić Anastasija Potapowa        |
| 25.     | 20 czerwca | Bad Homburg Open Bad Homburg vor der Höhe WTA 250 Trawiasta | Angelique Kerber                   | 6:3, 6:2          | Kateřina Siniaková                      | Petra Kvitová Sara Sorribes Tormo | Nadia Podoroska Amanda Anisimova Laura Siegemund Wiktoryja Azaranka     |
| 25.     | 20 czerwca | Bad Homburg Open Bad Homburg vor der Höhe WTA 250 Trawiasta | Darija Jurak Andreja Klepač        | 6:3, 6:1          | Nadija Kiczenok Raluca Olaru            | Petra Kvitová Sara Sorribes Tormo | Nadia Podoroska Amanda Anisimova Laura Siegemund Wiktoryja Azaranka     |
| 25.     | 21 czerwca | Eastbourne International Eastbourne WTA 500 Trawiasta       | Jeļena Ostapenko                   | 6:3, 6:3          | Anett Kontaveit                         | Camila Giorgi Jelena Rybakina     | Aryna Sabalenka Viktorija Golubic Darja Kasatkina Anastasija Sevastova  |
| 25.     | 21 czerwca | Eastbourne International Eastbourne WTA 500 Trawiasta       | Shūko Aoyama Ena Shibahara         | 6:1, 6:4          | Nicole Melichar Demi Schuurs            | Camila Giorgi Jelena Rybakina     | Aryna Sabalenka Viktorija Golubic Darja Kasatkina Anastasija Sevastova  |
| 26.–27. | 28 czerwca | Wimbledon Londyn Wielki Szlem Trawiasta                     | Ashleigh Barty                     | 6:3, 6:7(4), 6:3  | Karolína Plíšková                       | Angelique Kerber Aryna Sabalenka  | Ajla Tomljanović Karolína Muchová Viktorija Golubic Uns Dżabir          |
| 26.–27. | 28 czerwca | Wimbledon Londyn Wielki Szlem Trawiasta                     | Hsieh Su-wei Elise Mertens         | 3:6, 7:5, 9:7     | Wieronika Kudiermietowa Jelena Wiesnina | Angelique Kerber Aryna Sabalenka  | Ajla Tomljanović Karolína Muchová Viktorija Golubic Uns Dżabir          |
| 26.–27. | 28 czerwca | Wimbledon Londyn Wielki Szlem Trawiasta                     | Desirae Krawczyk Neal Skupski      | 6:2, 7:6(1)       | Harriet Dart Joe Salisbury              | Angelique Kerber Aryna Sabalenka  | Ajla Tomljanović Karolína Muchová Viktorija Golubic Uns Dżabir          |

### Lipiec
| Tydzień | Data     | Turniej                                        | Zwyciężczynie                       | Wynik             | Finalistki                             | Półfinalistki                     | Ćwierćfinalistki                                                  |
| ------- | -------- | ---------------------------------------------- | ----------------------------------- | ----------------- | -------------------------------------- | --------------------------------- | ----------------------------------------------------------------- |
| 27.     | 6 lipca  | Hamburg European Open Hamburg WTA 250 Ceglana  | Elena-Gabriela Ruse                 | 7:6(6), 6:4       | Andrea Petković                        | Dajana Jastremśka Jule Niemeier   | Sara Errani Danielle Collins Tamara Zidanšek Ysaline Bonaventure  |
| 27.     | 6 lipca  | Hamburg European Open Hamburg WTA 250 Ceglana  | Jasmine Paolini Jil Teichmann       | 6:0, 6:4          | Astra Sharma Rosalie van der Hoek      | Dajana Jastremśka Jule Niemeier   | Sara Errani Danielle Collins Tamara Zidanšek Ysaline Bonaventure  |
| 28.     | 12 lipca | Hungarian Grand Prix Budapeszt WTA 250 Ceglana | Julija Putincewa                    | 6:4, 6:0          | Anhelina Kalinina                      | Dalma Gálfi Danielle Collins      | Kateryna Kozłowa Olga Danilović Panna Udvardy Paula Ormaechea     |
| 28.     | 12 lipca | Hungarian Grand Prix Budapeszt WTA 250 Ceglana | Mihaela Buzărnescu Fanny Stollár    | 6:4, 6:4          | Aliona Bolsova Tamara Korpatsch        | Dalma Gálfi Danielle Collins      | Kateryna Kozłowa Olga Danilović Panna Udvardy Paula Ormaechea     |
| 28.     | 12 lipca | Ladies Open Lausanne Lozanna WTA 250 Ceglana   | Tamara Zidanšek                     | 4:6, 7:6(5), 6:1  | Clara Burel                            | Maryna Zanewśka Caroline Garcia   | Lucia Bronzetti Natalja Wichlancewa Zarina Dijas Fiona Ferro      |
| 28.     | 12 lipca | Ladies Open Lausanne Lozanna WTA 250 Ceglana   | Susan Bandecchi Simona Waltert      | 6:3, 6:7(3), 10–5 | Ulrikke Eikeri Walendini Gramatikopulu | Maryna Zanewśka Caroline Garcia   | Lucia Bronzetti Natalja Wichlancewa Zarina Dijas Fiona Ferro      |
| 28.     | 12 lipca | Prague Open Praga WTA 250 Twarda               | Barbora Krejčíková                  | 6:2, 6:0          | Tereza Martincová                      | Greet Minnen Wang Xinyu           | Viktória Kužmová Storm Sanders Grace Min Kateřina Siniaková       |
| 28.     | 12 lipca | Prague Open Praga WTA 250 Twarda               | Marie Bouzková Lucie Hradecká       | 7:6(3), 6:4       | Viktória Kužmová Nina Stojanović       | Greet Minnen Wang Xinyu           | Viktória Kužmová Storm Sanders Grace Min Kateřina Siniaková       |
| 29.     | 19 lipca | Poland Open Gdynia WTA 250 Ceglana             | Maryna Zanewśka                     | 6:4, 7:6(4)       | Kristína Kučová                        | Kateryna Kozłowa Tamara Korpatsch | Nuria Párrizas Díaz Katarzyna Kawa Ekaterine Gorgodze Anna Bondár |
| 29.     | 19 lipca | Poland Open Gdynia WTA 250 Ceglana             | Anna Danilina Lidzija Marozawa      | 6:3, 6:2          | Kateryna Bondarenko Katarzyna Piter    | Kateryna Kozłowa Tamara Korpatsch | Nuria Párrizas Díaz Katarzyna Kawa Ekaterine Gorgodze Anna Bondár |
| 29.     | 19 lipca | Palermo Open Palermo WTA 250 Ceglana           | Danielle Collins                    | 6:4, 6:2          | Elena-Gabriela Ruse                    | Zhang Shuai Océane Dodin          | Astra Sharma Olga Danilović Lucia Bronzetti Jaqueline Cristian    |
| 29.     | 19 lipca | Palermo Open Palermo WTA 250 Ceglana           | Erin Routliffe Kimberley Zimmermann | 7:6(5), 4:6, 10–4 | Nateła Dzałamidze Kamilla Rachimowa    | Zhang Shuai Océane Dodin          | Astra Sharma Olga Danilović Lucia Bronzetti Jaqueline Cristian    |

| Tydzień | Data     | Turniej                                                            | Złoty medal                             | Wynik              | Srebrny medal                    | Brązowy medal               | Wynik            | Czwarte miejsce                         |
| 30.     | 24 lipca | Letnie Igrzyska Olimpijskie 2020 Tokio Igrzyska olimpijskie Twarda | Belinda Bencic                          | 7:5, 2:6, 6:3      | Markéta Vondroušová              | Elina Switolina             | 1:6, 7:6(5), 6:4 | Jelena Rybakina                         |
| 30.     | 24 lipca | Letnie Igrzyska Olimpijskie 2020 Tokio Igrzyska olimpijskie Twarda | Barbora Krejčíková Kateřina Siniaková   | 7:5, 6:1           | Belinda Bencic Viktorija Golubic | Laura Pigossi Luisa Stefani | 4:6, 6:4, 11–9   | Wieronika Kudiermietowa Jelena Wiesnina |
| 30.     | 24 lipca | Letnie Igrzyska Olimpijskie 2020 Tokio Igrzyska olimpijskie Twarda | Anastasija Pawluczenkowa Andriej Rublow | 6:3, 6:7(5), 13–11 | Jelena Wiesnina Asłan Karacew    | Ashleigh Barty John Peers   | walkower         | Nina Stojanović Novak Đoković           |

### Sierpień
| Tydzień | Data        | Turniej                                       | Zwyciężczynie                    | Wynik             | Finalistki                       | Półfinalistki                        | Ćwierćfinalistki                                                         |
| ------- | ----------- | --------------------------------------------- | -------------------------------- | ----------------- | -------------------------------- | ------------------------------------ | ------------------------------------------------------------------------ |
| 31.     | 2 sierpnia  | San Jose Classic San Jose WTA 500 Twarda      | Danielle Collins                 | 6:3, 6:7(10), 6:1 | Darja Kasatkina                  | Elise Mertens Ana Konjuh             | Julija Putincewa Magda Linette Jelena Rybakina Zhang Shuai               |
| 31.     | 2 sierpnia  | San Jose Classic San Jose WTA 500 Twarda      | Darija Jurak Andreja Klepač      | 6:1, 7:5          | Gabriela Dabrowski Luisa Stefani | Elise Mertens Ana Konjuh             | Julija Putincewa Magda Linette Jelena Rybakina Zhang Shuai               |
| 31.     | 2 sierpnia  | Winners Open Kluż-Napoka WTA 250 Ceglana      | Andrea Petković                  | 6:1, 6:1          | Majar Szarif                     | Mihaela Buzărnescu Aleksandra Krunić | Kristína Kučová Kristýna Plíšková Anna Karolína Schmiedlová Seone Mendez |
| 31.     | 2 sierpnia  | Winners Open Kluż-Napoka WTA 250 Ceglana      | Nateła Dzałamidze Kaja Juvan     | 6:3, 6:4          | Katarzyna Piter Majar Szarif     | Mihaela Buzărnescu Aleksandra Krunić | Kristína Kučová Kristýna Plíšková Anna Karolína Schmiedlová Seone Mendez |
| 32.     | 9 sierpnia  | Canadian Open Montreal WTA 1000 Twarda        | Camila Giorgi                    | 6:3, 7:5          | Karolína Plíšková                | Jessica Pegula Aryna Sabalenka       | Wiktoryja Azaranka Uns Dżabir Cori Gauff Sara Sorribes Tormo             |
| 32.     | 9 sierpnia  | Canadian Open Montreal WTA 1000 Twarda        | Gabriela Dabrowski Luisa Stefani | 6:3, 6:4          | Darija Jurak Andreja Klepač      | Jessica Pegula Aryna Sabalenka       | Wiktoryja Azaranka Uns Dżabir Cori Gauff Sara Sorribes Tormo             |
| 33.     | 16 sierpnia | Cincinnati Masters Cincinnati WTA 1000 Twarda | Ashleigh Barty                   | 6:3, 6:1          | Jil Teichmann                    | Angelique Kerber Karolína Plíšková   | Paula Badosa Belinda Bencic Barbora Krejčíková Petra Kvitová             |
| 33.     | 16 sierpnia | Cincinnati Masters Cincinnati WTA 1000 Twarda | Samantha Stosur Zhang Shuai      | 7:5, 6:3          | Gabriela Dabrowski Luisa Stefani | Angelique Kerber Karolína Plíšková   | Paula Badosa Belinda Bencic Barbora Krejčíková Petra Kvitová             |
| 34.     | 23 sierpnia | Tennis in the Land Cleveland WTA 250 Twarda   | Anett Kontaveit                  | 7:6(5), 6:4       | Irina-Camelia Begu               | Magda Linette Sara Sorribes Tormo    | Darja Kasatkina Alaksandra Sasnowicz Kateřina Siniaková Zhang Shuai      |
| 34.     | 23 sierpnia | Tennis in the Land Cleveland WTA 250 Twarda   | Shūko Aoyama Ena Shibahara       | 7:5, 6:3          | Christina McHale Sania Mirza     | Magda Linette Sara Sorribes Tormo    | Darja Kasatkina Alaksandra Sasnowicz Kateřina Siniaková Zhang Shuai      |
| 34.     | 23 sierpnia | Chicago Women’s Open Chicago WTA 250 Twarda   | Elina Switolina                  | 7:5, 6:4          | Alizé Cornet                     | Warwara Graczowa Rebecca Peterson    | Marta Kostiuk Tereza Martincová Kristina Mladenovic Markéta Vondroušová  |
| 34.     | 23 sierpnia | Chicago Women’s Open Chicago WTA 250 Twarda   | Nadija Kiczenok Raluca Olaru     | 7:6(6), 5:7, 10–8 | Ludmyła Kiczenok Makoto Ninomiya | Warwara Graczowa Rebecca Peterson    | Marta Kostiuk Tereza Martincová Kristina Mladenovic Markéta Vondroušová  |
| 35.–36. | 30 sierpnia | US Open Nowy Jork Wielki Szlem Twarda         | Emma Raducanu                    | 6:4, 6:3          | Leylah Fernandez                 | Maria Sakari Aryna Sabalenka         | Belinda Bencic Karolína Plíšková Elina Switolina Barbora Krejčíková      |
| 35.–36. | 30 sierpnia | US Open Nowy Jork Wielki Szlem Twarda         | Samantha Stosur Zhang Shuai      | 6:3, 3:6, 6:3     | Cori Gauff Caty McNally          | Maria Sakari Aryna Sabalenka         | Belinda Bencic Karolína Plíšková Elina Switolina Barbora Krejčíková      |
| 35.–36. | 30 sierpnia | US Open Nowy Jork Wielki Szlem Twarda         | Desirae Krawczyk Joe Salisbury   | 7:5, 6:2          | Giuliana Olmos Marcelo Arévalo   | Maria Sakari Aryna Sabalenka         | Belinda Bencic Karolína Plíšková Elina Switolina Barbora Krejčíková      |

### Wrzesień
| Tydzień | Data        | Turniej                                            | Zwyciężczynie                       | Wynik           | Finalistki                                  | Półfinalistki                         | Ćwierćfinalistki                                                           |
| ------- | ----------- | -------------------------------------------------- | ----------------------------------- | --------------- | ------------------------------------------- | ------------------------------------- | -------------------------------------------------------------------------- |
| 37.     | 13 września | Slovenia Open Portorož WTA 250 Twarda              | Jasmine Paolini                     | 7:6(4), 6:2     | Alison Riske                                | Kaja Juvan Julija Putincewa           | Tamara Zidanšek Kristina Mladenovic Sorana Cîrstea Lucia Bronzetti         |
| 37.     | 13 września | Slovenia Open Portorož WTA 250 Twarda              | Anna Kalinska Tereza Mihalíková     | 4:6, 6:2, 12–10 | Aleksandra Krunić Lesley Pattinama Kerkhove | Kaja Juvan Julija Putincewa           | Tamara Zidanšek Kristina Mladenovic Sorana Cîrstea Lucia Bronzetti         |
| 37.     | 13 września | Luxembourg Open Luksemburg WTA 250 Twarda (hala)   | Clara Tauson                        | 6:3, 4:6, 6:4   | Jeļena Ostapenko                            | Ludmiła Samsonowa Markéta Vondroušová | Belinda Bencic Alizé Cornet Marie Bouzková Elise Mertens                   |
| 37.     | 13 września | Luxembourg Open Luksemburg WTA 250 Twarda (hala)   | Greet Minnen Alison Van Uytvanck    | 6:3, 6:3        | Erin Routliffe Kimberley Zimmermann         | Ludmiła Samsonowa Markéta Vondroušová | Belinda Bencic Alizé Cornet Marie Bouzková Elise Mertens                   |
| 38.     | 20 września | Ostrava Open Ostrawa WTA 500 Twarda (hala)         | Anett Kontaveit                     | 6:2, 7:5        | Maria Sakari                                | Iga Świątek Petra Kvitová             | Jelena Rybakina Tereza Martincová Belinda Bencic Jil Teichmann             |
| 38.     | 20 września | Ostrava Open Ostrawa WTA 500 Twarda (hala)         | Sania Mirza Zhang Shuai             | 6:3, 6:2        | Kaitlyn Christian Erin Routliffe            | Iga Świątek Petra Kvitová             | Jelena Rybakina Tereza Martincová Belinda Bencic Jil Teichmann             |
| 39.     | 27 września | Chicago Fall Tennis Classic Chicago WTA 500 Twarda | Garbiñe Muguruza                    | 3:6, 6:3, 6:0   | Uns Dżabir                                  | Jelena Rybakina Markéta Vondroušová   | Elina Switolina Belinda Bencic Danielle Collins Mai Hontama                |
| 39.     | 27 września | Chicago Fall Tennis Classic Chicago WTA 500 Twarda | Květa Peschke Andrea Petković       | 6:3, 6:1        | Caroline Dolehide Coco Vandeweghe           | Jelena Rybakina Markéta Vondroušová   | Elina Switolina Belinda Bencic Danielle Collins Mai Hontama                |
| 39.     | 27 września | Astana Open Nur-Sułtan WTA 250 Twarda              | Alison Van Uytvanck                 | 1:6, 6:4, 6:3   | Julija Putincewa                            | Rebecca Peterson Jaqueline Cristian   | Anastasija Gasanowa Anastasija Potapowa Aleksandra Krunić Warwara Graczowa |
| 39.     | 27 września | Astana Open Nur-Sułtan WTA 250 Twarda              | Anna-Lena Friedsam Monica Niculescu | 6:2, 4:6, 10–5  | Angelina Gabujewa Anastasija Zacharowa      | Rebecca Peterson Jaqueline Cristian   | Anastasija Gasanowa Anastasija Potapowa Aleksandra Krunić Warwara Graczowa |

### Październik
| Tydzień | Data            | Turniej                                             | Zwyciężczynie                       | Wynik               | Finalistki                                  | Półfinalistki                     | Ćwierćfinalistki                                                       |
| ------- | --------------- | --------------------------------------------------- | ----------------------------------- | ------------------- | ------------------------------------------- | --------------------------------- | ---------------------------------------------------------------------- |
| 40.–41. | 6 października  | BNP Paribas Open Indian Wells WTA 1000 Twarda       | Paula Badosa                        | 7:6(5), 2:6, 7:6(2) | Wiktoryja Azaranka                          | Uns Dżabir Jeļena Ostapenko       | Angelique Kerber Anett Kontaveit Jessica Pegula Shelby Rogers          |
| 40.–41. | 6 października  | BNP Paribas Open Indian Wells WTA 1000 Twarda       | Hsieh Su-wei Elise Mertens          | 7:6(1), 6:3         | Wieronika Kudiermietowa Jelena Rybakina     | Uns Dżabir Jeļena Ostapenko       | Angelique Kerber Anett Kontaveit Jessica Pegula Shelby Rogers          |
| 42.     | 18 października | Kremlin Cup Moskwa WTA 500 Twarda (hala)            | Anett Kontaveit                     | 4:6, 6:4, 7:5       | Jekatierina Aleksandrowa                    | Maria Sakari Markéta Vondroušová  | Simona Halep Garbiñe Muguruza Anastasija Pawluczenkowa Aryna Sabalenka |
| 42.     | 18 października | Kremlin Cup Moskwa WTA 500 Twarda (hala)            | Jeļena Ostapenko Kateřina Siniaková | 6:2, 4:6, 10–8      | Nadija Kiczenok Raluca Olaru                | Maria Sakari Markéta Vondroušová  | Simona Halep Garbiñe Muguruza Anastasija Pawluczenkowa Aryna Sabalenka |
| 42.     | 18 października | Tenerife Ladies Open Teneryfa WTA 250 Twarda        | Ann Li                              | 6:1, 6:4            | María Camila Osorio Serrano                 | Alizé Cornet Camila Giorgi        | Irina-Camelia Begu Arantxa Rus Anna Karolína Schmiedlová Zheng Saisai  |
| 42.     | 18 października | Tenerife Ladies Open Teneryfa WTA 250 Twarda        | Ulrikke Eikeri Ellen Perez          | 6:3, 6:3            | Ludmyła Kiczenok Marta Kostiuk              | Alizé Cornet Camila Giorgi        | Irina-Camelia Begu Arantxa Rus Anna Karolína Schmiedlová Zheng Saisai  |
| 43.     | 25 października | Courmayeur Ladies Open Courmayeur WTA 250 Twarda    | Donna Vekić                         | 7:6(3), 6:2         | Clara Tauson                                | Jasmine Paolini Ludmiła Samsonowa | Dajana Jastremśka Anna Kalinska Ann Li Wang Xinyu                      |
| 43.     | 25 października | Courmayeur Ladies Open Courmayeur WTA 250 Twarda    | Wang Xinyu Zheng Saisai             | 6:4, 3:6, 10–5      | Eri Hozumi Zhang Shuai                      | Jasmine Paolini Ludmiła Samsonowa | Dajana Jastremśka Anna Kalinska Ann Li Wang Xinyu                      |
| 43.     | 25 października | Transylvania Open Kluż-Napoka WTA 250 Twarda (hala) | Anett Kontaveit                     | 6:2, 6:3            | Simona Halep                                | Marta Kostiuk Rebecca Peterson    | Jaqueline Cristian Łesia Curenko Anhelina Kalinina Emma Raducanu       |
| 43.     | 25 października | Transylvania Open Kluż-Napoka WTA 250 Twarda (hala) | Irina Bara Ekaterine Gorgodze       | 4:6, 6:1, 11–9      | Aleksandra Krunić Lesley Pattinama Kerkhove | Marta Kostiuk Rebecca Peterson    | Jaqueline Cristian Łesia Curenko Anhelina Kalinina Emma Raducanu       |

### Listopad
| Tydzień | Data        | Turniej                                                     | Zwyciężczynie                         | Wynik         | Finalistki                 | Półfinalistki                 | Ćwierćfinalistki                                                       |
| ------- | ----------- | ----------------------------------------------------------- | ------------------------------------- | ------------- | -------------------------- | ----------------------------- | ---------------------------------------------------------------------- |
| 44.     | 1 listopada | Puchar Billie Jean King                                     | Rosja                                 | 2–0           | Szwajcaria                 | Stany Zjednoczone · Australia |                                                                        |
| 45.     | 8 listopada | Ladies Linz Linz WTA 250 Twarda (hala)                      | Alison Riske                          | 2:6, 6:2, 7:5 | Jaqueline Cristian         | Danielle Collins Simona Halep | Wieronika Kudiermietowa Jasmine Paolini Alison Van Uytvanck Wang Xinyu |
| 45.     | 8 listopada | Ladies Linz Linz WTA 250 Twarda (hala)                      | Nateła Dzałamidze Kamilla Rachimowa   | 6:4, 6:2      | Wang Xinyu Zheng Saisai    | Danielle Collins Simona Halep | Wieronika Kudiermietowa Jasmine Paolini Alison Van Uytvanck Wang Xinyu |
| Tydzień | Data        | Turniej                                                     | Zwyciężczynie                         | Wynik         | Finalistki                 | Półfinalistki                 | Faza grupowa                                                           |
| 45.     | 8 listopada | BNP Paribas WTA Finals Guadalajara WTA Championships Twarda | Garbiñe Muguruza                      | 6:3, 7:5      | Anett Kontaveit            | Paula Badosa Maria Sakari     | Barbora Krejčíková Karolína Plíšková Aryna Sabalenka Iga Świątek       |
| 45.     | 8 listopada | BNP Paribas WTA Finals Guadalajara WTA Championships Twarda | Barbora Krejčíková Kateřina Siniaková | 6:3, 6:4      | Hsieh Su-wei Elise Mertens | Paula Badosa Maria Sakari     | Barbora Krejčíková Karolína Plíšková Aryna Sabalenka Iga Świątek       |

### Turnieje odwołane lub przeniesione w związku z pandemią
| Tydzień | Data        | Turniej                                                       | Status                    |
| ------- | ----------- | ------------------------------------------------------------- | ------------------------- |
| 1.      | 4 stycznia  | Brisbane International Brisbane WTA 500 Twarda                | Anulowany                 |
| 1.      | 4 stycznia  | Shenzhen Open Shenzhen WTA 250 Twarda                         | Anulowany                 |
| 1.      | 4 stycznia  | Auckland Open Auckland WTA 250 Twarda                         | Anulowany                 |
| 2.      | 11 stycznia | Adelaide International Adelaide WTA 500 Twarda                | Przeniesiony na 21 lutego |
| 2.      | 11 stycznia | Hobart International Hobart WTA 250 Twarda                    | Anulowany                 |
| 3.–4.   | 18 stycznia | Australian Open Melbourne Wielki Szlem Twarda                 | Przeniesiony na 8 lutego  |
| 6.      | 8 lutego    | St. Petersburg Ladies Trophy Petersburg WTA 500 Twarda (hala) | Przeniesiony na 15 marca  |
| 6.      | 8 lutego    | Hua Hin Championships Hua Hin WTA 250 Twarda                  | Anulowany                 |
| 7.      | 15 lutego   | Qatar Total Open Doha WTA 500 Twarda                          | Przeniesiony na 1 marca   |
| 8.      | 22 lutego   | Abierto Mexicano Telcel Acapulco WTA 250 Twarda               | Anulowany                 |
| 10.–11. | 11 marca    | Indian Wells Open Indian Wells WTA 1000 Twarda                | Przełożony                |
| 15.     | 12 kwietnia | Finały Pucharu Billie Jean King Budapeszt Ceglana (hala)      | Przełożony                |
| 15.     | 12 kwietnia | Kunming Open Anning WTA 250 Ceglana                           | Przełożony                |
| 20.     | 16 maja     | Morocco Open Rabat WTA 250 Ceglana                            | Przełożony                |
| 20.     | 16 maja     | Cologne Open Kolonia WTA 250 Ceglana                          | Anulowany                 |
| 20.     | 16 maja     | Internationaux de Strasbourg Strasburg WTA 250 Ceglana        | Przeniesiony na 23 maja   |
| 21.–22. | 23 maja     | French Open Paryż Wielki Szlem Ceglana                        | Przeniesiony na 30 maja   |
| 23.     | 7 czerwca   | Rosmalen Open ’s-Hertogenbosch WTA 250 Trawiasta              | Anulowany                 |

## Wielki Szlem
| Turniej         | Gra pojedyncza     | Gra podwójna                          | Gra mieszana                   |
| Australian Open | Naomi Ōsaka        | Elise Mertens Aryna Sabalenka         | Barbora Krejčíková Rajeev Ram  |
| French Open     | Barbora Krejčíková | Barbora Krejčíková Kateřina Siniaková | Desirae Krawczyk Joe Salisbury |
| Wimbledon       | Ashleigh Barty     | Hsieh Su-wei Elise Mertens            | Desirae Krawczyk Neal Skupski  |
| US Open         | Emma Raducanu      | Samantha Stosur Zhang Shuai           | Desirae Krawczyk Joe Salisbury |

## Wygrane turnieje

### Klasyfikacja tenisistek
| Wygrane | Zawodniczka                 | Wielki Szlem | Wielki Szlem | Wielki Szlem | Igrzyska olimpijskie | Igrzyska olimpijskie | Igrzyska olimpijskie | WTA Finals | WTA Finals | WTA 1000 (obowiązkowe) | WTA 1000 (obowiązkowe) | WTA 1000 (nieobowiązkowe) | WTA 1000 (nieobowiązkowe) | WTA 500 | WTA 500 | WTA 250 | WTA 250 | Łącznie | Łącznie | Łącznie |
| Wygrane | Zawodniczka                 | S            | D            | M            | S                    | D                    | M                    | S          | D          | S                      | D                      | S                         | D                         | S       | D       | S       | D       | S       | D       | M       |
| ------- | --------------------------- | ------------ | ------------ | ------------ | -------------------- | -------------------- | -------------------- | ---------- | ---------- | ---------------------- | ---------------------- | ------------------------- | ------------------------- | ------- | ------- | ------- | ------- | ------- | ------- | ------- |
| 9       | Barbora Krejčíková          | 1            | 1            | 1            |                      | 1                    |                      |            | 1          |                        | 1                      |                           |                           |         | 1       | 2       |         | 3       | 5       | 1       |
| 6       | Ashleigh Barty              | 1            |              |              |                      |                      |                      |            |            | 1                      |                        | 1                         |                           | 2       | 1       |         |         | 5       | 1       | 0       |
| 6       | Kateřina Siniaková          |              | 1            |              |                      | 1                    |                      |            | 1          |                        | 1                      |                           |                           |         | 2       |         |         | 0       | 6       | 0       |
| 5       | Elise Mertens               |              | 2            |              |                      |                      |                      |            |            |                        | 1                      |                           |                           | 1       |         |         | 1       | 1       | 4       | 0       |
| 5       | Desirae Krawczyk            |              |              | 3            |                      |                      |                      |            |            |                        |                        |                           |                           |         | 1       |         | 1       | 0       | 2       | 3       |
| 5       | Shūko Aoyama                |              |              |              |                      |                      |                      |            |            |                        | 1                      |                           |                           |         | 3       |         | 1       | 0       | 5       | 0       |
| 5       | Ena Shibahara               |              |              |              |                      |                      |                      |            |            |                        | 1                      |                           |                           |         | 3       |         | 1       | 0       | 5       | 0       |
| 4       | Aryna Sabalenka             |              | 1            |              |                      |                      |                      |            |            | 1                      |                        |                           |                           | 1       | 1       |         |         | 2       | 2       | 0       |
| 4       | Anett Kontaveit             |              |              |              |                      |                      |                      |            |            |                        |                        |                           |                           | 2       |         | 2       |         | 4       | 0       | 0       |
| 3       | Zhang Shuai                 |              | 1            |              |                      |                      |                      |            |            |                        |                        |                           | 1                         |         | 1       |         |         | 0       | 3       | 0       |
| 3       | Garbiñe Muguruza            |              |              |              |                      |                      |                      | 1          |            |                        |                        | 1                         |                           | 1       |         |         |         | 3       | 0       | 0       |
| 3       | Alexa Guarachi              |              |              |              |                      |                      |                      |            |            |                        |                        |                           | 1                         |         | 1       |         | 1       | 0       | 3       | 0       |
| 2       | Hsieh Su-wei                |              | 1            |              |                      |                      |                      |            |            |                        | 1                      |                           |                           |         |         |         |         | 0       | 2       | 0       |
| 2       | Samantha Stosur             |              | 1            |              |                      |                      |                      |            |            |                        |                        |                           | 1                         |         |         |         |         | 0       | 2       | 0       |
| 2       | Paula Badosa                |              |              |              |                      |                      |                      |            |            | 1                      |                        |                           |                           |         |         | 1       |         | 2       | 0       | 0       |
| 2       | Iga Świątek                 |              |              |              |                      |                      |                      |            |            |                        |                        | 1                         |                           | 1       |         |         |         | 2       | 0       | 0       |
| 2       | Darija Jurak                |              |              |              |                      |                      |                      |            |            |                        |                        |                           | 1                         |         |         |         | 1       | 0       | 2       | 0       |
| 2       | Darja Kasatkina             |              |              |              |                      |                      |                      |            |            |                        |                        |                           |                           | 1       |         | 1       |         | 2       | 0       | 0       |
| 2       | Jeļena Ostapenko            |              |              |              |                      |                      |                      |            |            |                        |                        |                           |                           | 1       | 1       |         |         | 1       | 1       | 0       |
| 2       | Wieronika Kudiermietowa     |              |              |              |                      |                      |                      |            |            |                        |                        |                           |                           | 1       |         |         | 1       | 1       | 1       | 0       |
| 2       | Nicole Melichar             |              |              |              |                      |                      |                      |            |            |                        |                        |                           |                           |         | 2       |         |         | 0       | 2       | 0       |
| 2       | Demi Schuurs                |              |              |              |                      |                      |                      |            |            |                        |                        |                           |                           |         | 2       |         |         | 0       | 2       | 0       |
| 2       | Nadija Kiczenok             |              |              |              |                      |                      |                      |            |            |                        |                        |                           |                           |         | 1       |         | 1       | 0       | 2       | 0       |
| 2       | Raluca Olaru                |              |              |              |                      |                      |                      |            |            |                        |                        |                           |                           |         | 1       |         | 1       | 0       | 2       | 0       |
| 2       | Clara Tauson                |              |              |              |                      |                      |                      |            |            |                        |                        |                           |                           |         |         | 2       |         | 2       | 0       | 0       |
| 2       | Cori Gauff                  |              |              |              |                      |                      |                      |            |            |                        |                        |                           |                           |         |         | 1       | 1       | 1       | 1       | 0       |
| 2       | Jasmine Paolini             |              |              |              |                      |                      |                      |            |            |                        |                        |                           |                           |         |         | 1       | 1       | 1       | 1       | 0       |
| 2       | Astra Sharma                |              |              |              |                      |                      |                      |            |            |                        |                        |                           |                           |         |         | 1       | 1       | 1       | 1       | 0       |
| 2       | Alison Van Uytvanck         |              |              |              |                      |                      |                      |            |            |                        |                        |                           |                           |         |         | 1       | 1       | 1       | 1       | 0       |
| 2       | Marie Bouzková              |              |              |              |                      |                      |                      |            |            |                        |                        |                           |                           |         |         |         | 2       | 0       | 2       | 0       |
| 2       | Lucie Hradecká              |              |              |              |                      |                      |                      |            |            |                        |                        |                           |                           |         |         |         | 2       | 0       | 2       | 0       |
| 2       | Caty McNally                |              |              |              |                      |                      |                      |            |            |                        |                        |                           |                           |         |         |         | 2       | 0       | 2       | 0       |
| 2       | Ellen Perez                 |              |              |              |                      |                      |                      |            |            |                        |                        |                           |                           |         |         |         | 2       | 0       | 2       | 0       |
| 2       | Kamilla Rachimowa           |              |              |              |                      |                      |                      |            |            |                        |                        |                           |                           |         |         |         | 2       | 0       | 2       | 0       |
| 1       | Naomi Ōsaka                 | 1            |              |              |                      |                      |                      |            |            |                        |                        |                           |                           |         |         |         |         | 1       | 0       | 0       |
| 1       | Emma Raducanu               | 1            |              |              |                      |                      |                      |            |            |                        |                        |                           |                           |         |         |         |         | 1       | 0       | 0       |
| 1       | Belinda Bencic              |              |              |              | 1                    |                      |                      |            |            |                        |                        |                           |                           |         |         |         |         | 1       | 0       | 0       |
| 1       | Anastasija Pawluczenkowa    |              |              |              |                      |                      | 1                    |            |            |                        |                        |                           |                           |         |         |         |         | 0       | 0       | 1       |
| 1       | Sharon Fichman              |              |              |              |                      |                      |                      |            |            |                        |                        |                           | 1                         |         |         |         |         | 0       | 1       | 0       |
| 1       | Giuliana Olmos              |              |              |              |                      |                      |                      |            |            |                        |                        |                           | 1                         |         |         |         |         | 0       | 1       | 0       |
| 1       | Petra Kvitová               |              |              |              |                      |                      |                      |            |            |                        |                        |                           |                           | 1       |         |         |         | 1       | 0       | 0       |
| 1       | Ludmiła Samsonowa           |              |              |              |                      |                      |                      |            |            |                        |                        |                           |                           | 1       |         |         |         | 1       | 0       | 0       |
| 1       | Wiktoryja Azaranka          |              |              |              |                      |                      |                      |            |            |                        |                        |                           |                           |         | 1       |         |         | 0       | 1       | 0       |
| 1       | Jennifer Brady              |              |              |              |                      |                      |                      |            |            |                        |                        |                           |                           |         | 1       |         |         | 0       | 1       | 0       |
| 1       | Sania Mirza                 |              |              |              |                      |                      |                      |            |            |                        |                        |                           |                           |         | 1       |         |         | 0       | 1       | 0       |
| 1       | Květa Peschke               |              |              |              |                      |                      |                      |            |            |                        |                        |                           |                           |         | 1       |         |         | 0       | 1       | 0       |
| 1       | Andrea Petković             |              |              |              |                      |                      |                      |            |            |                        |                        |                           |                           |         | 1       |         |         | 0       | 1       | 0       |
| 1       | Sorana Cîrstea              |              |              |              |                      |                      |                      |            |            |                        |                        |                           |                           |         |         | 1       |         | 1       | 0       | 0       |
| 1       | Danielle Collins            |              |              |              |                      |                      |                      |            |            |                        |                        |                           |                           |         |         | 1       |         | 1       | 0       | 0       |
| 1       | Uns Dżabir                  |              |              |              |                      |                      |                      |            |            |                        |                        |                           |                           |         |         | 1       |         | 1       | 0       | 0       |
| 1       | Leylah Annie Fernandez      |              |              |              |                      |                      |                      |            |            |                        |                        |                           |                           |         |         | 1       |         | 1       | 0       | 0       |
| 1       | Angelique Kerber            |              |              |              |                      |                      |                      |            |            |                        |                        |                           |                           |         |         | 1       |         | 1       | 0       | 0       |
| 1       | Johanna Konta               |              |              |              |                      |                      |                      |            |            |                        |                        |                           |                           |         |         | 1       |         | 1       | 0       | 0       |
| 1       | Ann Li                      |              |              |              |                      |                      |                      |            |            |                        |                        |                           |                           |         |         | 1       |         | 1       | 0       | 0       |
| 1       | María Camila Osorio Serrano |              |              |              |                      |                      |                      |            |            |                        |                        |                           |                           |         |         | 1       |         | 1       | 0       | 0       |
| 1       | Julija Putincewa            |              |              |              |                      |                      |                      |            |            |                        |                        |                           |                           |         |         | 1       |         | 1       | 0       | 0       |
| 1       | Alison Riske                |              |              |              |                      |                      |                      |            |            |                        |                        |                           |                           |         |         | 1       |         | 1       | 0       | 0       |
| 1       | Elena-Gabriela Ruse         |              |              |              |                      |                      |                      |            |            |                        |                        |                           |                           |         |         | 1       |         | 1       | 0       | 0       |
| 1       | Sara Sorribes Tormo         |              |              |              |                      |                      |                      |            |            |                        |                        |                           |                           |         |         | 1       |         | 1       | 0       | 0       |
| 1       | Elina Switolina             |              |              |              |                      |                      |                      |            |            |                        |                        |                           |                           |         |         | 1       |         | 1       | 0       | 0       |
| 1       | Donna Vekić                 |              |              |              |                      |                      |                      |            |            |                        |                        |                           |                           |         |         | 1       |         | 1       | 0       | 0       |
| 1       | Maryna Zanewśka             |              |              |              |                      |                      |                      |            |            |                        |                        |                           |                           |         |         | 1       |         | 1       | 0       | 0       |
| 1       | Tamara Zidanšek             |              |              |              |                      |                      |                      |            |            |                        |                        |                           |                           |         |         | 1       |         | 1       | 0       | 0       |
| 1       | Susan Bandecchi             |              |              |              |                      |                      |                      |            |            |                        |                        |                           |                           |         |         |         | 1       | 0       | 1       | 0       |
| 1       | Hailey Baptiste             |              |              |              |                      |                      |                      |            |            |                        |                        |                           |                           |         |         |         | 1       | 0       | 1       | 0       |
| 1       | Irina Bara                  |              |              |              |                      |                      |                      |            |            |                        |                        |                           |                           |         |         |         | 1       | 0       | 1       | 0       |
| 1       | Mihaela Buzărnescu          |              |              |              |                      |                      |                      |            |            |                        |                        |                           |                           |         |         |         | 1       | 0       | 1       | 0       |
| 1       | Anna Danilina               |              |              |              |                      |                      |                      |            |            |                        |                        |                           |                           |         |         |         | 1       | 0       | 1       | 0       |
| 1       | Caroline Dolehide           |              |              |              |                      |                      |                      |            |            |                        |                        |                           |                           |         |         |         | 1       | 0       | 1       | 0       |
| 1       | Nateła Dzałamidze           |              |              |              |                      |                      |                      |            |            |                        |                        |                           |                           |         |         |         | 1       | 0       | 1       | 0       |
| 1       | Ulrikke Eikeri              |              |              |              |                      |                      |                      |            |            |                        |                        |                           |                           |         |         |         | 1       | 0       | 1       | 0       |
| 1       | Anna-Lena Friedsam          |              |              |              |                      |                      |                      |            |            |                        |                        |                           |                           |         |         |         | 1       | 0       | 1       | 0       |
| 1       | Ekaterine Gorgodze          |              |              |              |                      |                      |                      |            |            |                        |                        |                           |                           |         |         |         | 1       | 0       | 1       | 0       |
| 1       | Anna Kalinska               |              |              |              |                      |                      |                      |            |            |                        |                        |                           |                           |         |         |         | 1       | 0       | 1       | 0       |
| 1       | Ludmyła Kiczenok            |              |              |              |                      |                      |                      |            |            |                        |                        |                           |                           |         |         |         | 1       | 0       | 1       | 0       |
| 1       | Andreja Klepač              |              |              |              |                      |                      |                      |            |            |                        |                        |                           |                           |         |         |         | 1       | 0       | 1       | 0       |
| 1       | Aleksandra Krunić           |              |              |              |                      |                      |                      |            |            |                        |                        |                           |                           |         |         |         | 1       | 0       | 1       | 0       |
| 1       | Viktória Kužmová            |              |              |              |                      |                      |                      |            |            |                        |                        |                           |                           |         |         |         | 1       | 0       | 1       | 0       |
| 1       | Elixane Lechemia            |              |              |              |                      |                      |                      |            |            |                        |                        |                           |                           |         |         |         | 1       | 0       | 1       | 0       |
| 1       | Lidzija Marozawa            |              |              |              |                      |                      |                      |            |            |                        |                        |                           |                           |         |         |         | 1       | 0       | 1       | 0       |
| 1       | Tereza Mihalíková           |              |              |              |                      |                      |                      |            |            |                        |                        |                           |                           |         |         |         | 1       | 0       | 1       | 0       |
| 1       | Greet Minnen                |              |              |              |                      |                      |                      |            |            |                        |                        |                           |                           |         |         |         | 1       | 0       | 1       | 0       |
| 1       | Asia Muhammad               |              |              |              |                      |                      |                      |            |            |                        |                        |                           |                           |         |         |         | 1       | 0       | 1       | 0       |
| 1       | Ingrid Neel                 |              |              |              |                      |                      |                      |            |            |                        |                        |                           |                           |         |         |         | 1       | 0       | 1       | 0       |
| 1       | Monica Niculescu            |              |              |              |                      |                      |                      |            |            |                        |                        |                           |                           |         |         |         | 1       | 0       | 1       | 0       |
| 1       | Makoto Ninomiya             |              |              |              |                      |                      |                      |            |            |                        |                        |                           |                           |         |         |         | 1       | 0       | 1       | 0       |
| 1       | Ankita Raina                |              |              |              |                      |                      |                      |            |            |                        |                        |                           |                           |         |         |         | 1       | 0       | 1       | 0       |
| 1       | Erin Routliffe              |              |              |              |                      |                      |                      |            |            |                        |                        |                           |                           |         |         |         | 1       | 0       | 1       | 0       |
| 1       | Arantxa Rus                 |              |              |              |                      |                      |                      |            |            |                        |                        |                           |                           |         |         |         | 1       | 0       | 1       | 0       |
| 1       | Nina Stojanović             |              |              |              |                      |                      |                      |            |            |                        |                        |                           |                           |         |         |         | 1       | 0       | 1       | 0       |
| 1       | Fanny Stollár               |              |              |              |                      |                      |                      |            |            |                        |                        |                           |                           |         |         |         | 1       | 0       | 1       | 0       |
| 1       | Jil Teichmann               |              |              |              |                      |                      |                      |            |            |                        |                        |                           |                           |         |         |         | 1       | 0       | 1       | 0       |
| 1       | Simona Waltert              |              |              |              |                      |                      |                      |            |            |                        |                        |                           |                           |         |         |         | 1       | 0       | 1       | 0       |
| 1       | Wang Xinyu                  |              |              |              |                      |                      |                      |            |            |                        |                        |                           |                           |         |         |         | 1       | 0       | 1       | 0       |
| 1       | Zheng Saisai                |              |              |              |                      |                      |                      |            |            |                        |                        |                           |                           |         |         |         | 1       | 0       | 1       | 0       |
| 1       | Kimberley Zimmermann        |              |              |              |                      |                      |                      |            |            |                        |                        |                           |                           |         |         |         | 1       | 0       | 1       | 0       |

### Klasyfikacja państw
| Wygrane | Państwo           | Wielki Szlem | Wielki Szlem | Wielki Szlem | Igrzyska olimpijskie | Igrzyska olimpijskie | Igrzyska olimpijskie | WTA Finals | WTA Finals | WTA 1000 (obowiązkowe) | WTA 1000 (obowiązkowe) | WTA 1000 (nieobowiązkowe) | WTA 1000 (nieobowiązkowe) | WTA 500 | WTA 500 | WTA 250 | WTA 250 | Łącznie | Łącznie | Łącznie |
| Wygrane | Państwo           | S            | D            | M            | S                    | D                    | M                    | S          | D          | S                      | D                      | S                         | D                         | S       | D       | S       | D       | S       | D       | M       |
| ------- | ----------------- | ------------ | ------------ | ------------ | -------------------- | -------------------- | -------------------- | ---------- | ---------- | ---------------------- | ---------------------- | ------------------------- | ------------------------- | ------- | ------- | ------- | ------- | ------- | ------- | ------- |
| 21      | Czechy            | 1            | 2            | 1            |                      | 2                    |                      |            | 2          |                        | 2                      |                           |                           | 1       | 4       | 2       | 4       | 4       | 16      | 1       |
| 19      | Stany Zjednoczone |              |              | 3            |                      |                      |                      |            |            |                        |                        |                           |                           |         | 4       | 4       | 8       | 4       | 12      | 3       |
| 12      | Japonia           | 1            |              |              |                      |                      |                      |            |            |                        | 2                      |                           |                           |         | 6       |         | 3       | 1       | 11      | 0       |
| 11      | Australia         | 1            | 1            |              |                      |                      |                      |            |            | 1                      |                        | 1                         | 1                         | 2       | 1       | 1       | 2       | 6       | 5       | 0       |
| 10      | Belgia            |              | 2            |              |                      |                      |                      |            |            |                        | 1                      |                           |                           | 1       |         | 2       | 4       | 3       | 7       | 0       |
| 10      | Rosja             |              |              |              |                      |                      | 1                    |            |            |                        |                        |                           |                           | 3       |         | 1       | 5       | 4       | 5       | 1       |
| 7       | Rumunia           |              |              |              |                      |                      |                      |            |            |                        |                        |                           |                           |         | 1       | 2       | 4       | 2       | 5       | 0       |
| 6       | Hiszpania         |              |              |              |                      |                      |                      | 1          |            | 1                      |                        | 1                         |                           | 1       |         | 2       |         | 6       | 0       | 0       |
| 5       | Białoruś          |              | 1            |              |                      |                      |                      |            |            | 1                      |                        |                           |                           | 1       | 2       |         |         | 2       | 3       | 0       |
| 5       | Chiny             |              | 1            |              |                      |                      |                      |            |            |                        |                        |                           | 1                         |         | 1       |         | 2       | 0       | 5       | 0       |
| 4       | Szwajcaria        |              |              |              | 1                    |                      |                      |            |            |                        |                        |                           |                           |         |         |         | 3       | 1       | 3       | 0       |
| 4       | Estonia           |              |              |              |                      |                      |                      |            |            |                        |                        |                           |                           | 2       |         | 2       |         | 4       | 0       | 0       |
| 4       | Ukraina           |              |              |              |                      |                      |                      |            |            |                        |                        |                           |                           |         | 1       | 2       | 1       | 1       | 3       | 0       |
| 3       | Chile             |              |              |              |                      |                      |                      |            |            |                        |                        |                           | 1                         |         | 1       |         | 1       | 0       | 3       | 0       |
| 3       | Chorwacja         |              |              |              |                      |                      |                      |            |            |                        |                        |                           | 1                         |         |         | 1       | 1       | 1       | 2       | 0       |
| 3       | Holandia          |              |              |              |                      |                      |                      |            |            |                        |                        |                           |                           |         | 2       |         | 1       | 0       | 3       | 0       |
| 3       | Niemcy            |              |              |              |                      |                      |                      |            |            |                        |                        |                           |                           |         | 1       | 1       | 1       | 1       | 2       | 0       |
| 2       | Wielka Brytania   | 1            |              |              |                      |                      |                      |            |            |                        |                        |                           |                           |         |         | 1       |         | 2       | 0       | 0       |
| 2       | Chińskie Tajpej   |              | 1            |              |                      |                      |                      |            |            |                        | 1                      |                           |                           |         |         |         |         | 0       | 2       | 0       |
| 2       | Polska            |              |              |              |                      |                      |                      |            |            |                        |                        | 1                         |                           | 1       |         |         |         | 2       | 0       | 0       |
| 2       | Łotwa             |              |              |              |                      |                      |                      |            |            |                        |                        |                           |                           | 1       | 1       |         |         | 1       | 1       | 0       |
| 2       | Indie             |              |              |              |                      |                      |                      |            |            |                        |                        |                           |                           |         | 1       |         | 1       | 0       | 2       | 0       |
| 2       | Dania             |              |              |              |                      |                      |                      |            |            |                        |                        |                           |                           |         |         | 2       |         | 2       | 0       | 0       |
| 2       | Kazachstan        |              |              |              |                      |                      |                      |            |            |                        |                        |                           |                           |         |         | 1       | 1       | 1       | 1       | 0       |
| 2       | Słowenia          |              |              |              |                      |                      |                      |            |            |                        |                        |                           |                           |         |         | 1       | 1       | 1       | 1       | 0       |
| 2       | Włochy            |              |              |              |                      |                      |                      |            |            |                        |                        |                           |                           |         |         | 1       | 1       | 1       | 1       | 0       |
| 2       | Nowa Zelandia     |              |              |              |                      |                      |                      |            |            |                        |                        |                           |                           |         |         |         | 2       | 0       | 2       | 0       |
| 2       | Serbia            |              |              |              |                      |                      |                      |            |            |                        |                        |                           |                           |         |         |         | 2       | 0       | 2       | 0       |
| 2       | Słowacja          |              |              |              |                      |                      |                      |            |            |                        |                        |                           |                           |         |         |         | 2       | 0       | 2       | 0       |
| 1       | Kanada            |              |              |              |                      |                      |                      |            |            |                        |                        |                           | 1                         |         |         |         |         | 0       | 1       | 0       |
| 1       | Meksyk            |              |              |              |                      |                      |                      |            |            |                        |                        |                           | 1                         |         |         |         |         | 0       | 1       | 0       |
| 1       | Kolumbia          |              |              |              |                      |                      |                      |            |            |                        |                        |                           |                           |         |         | 1       |         | 1       | 0       | 0       |
| 1       | Tunezja           |              |              |              |                      |                      |                      |            |            |                        |                        |                           |                           |         |         | 1       |         | 1       | 0       | 0       |
| 1       | Francja           |              |              |              |                      |                      |                      |            |            |                        |                        |                           |                           |         |         |         | 1       | 0       | 1       | 0       |
| 1       | Gruzja            |              |              |              |                      |                      |                      |            |            |                        |                        |                           |                           |         |         |         | 1       | 0       | 1       | 0       |
| 1       | Norwegia          |              |              |              |                      |                      |                      |            |            |                        |                        |                           |                           |         |         |         | 1       | 0       | 1       | 0       |
| 1       | Węgry             |              |              |              |                      |                      |                      |            |            |                        |                        |                           |                           |         |         |         | 1       | 0       | 1       | 0       |

## Obronione tytuły
Gra pojedyncza
- Ashleigh Barty – Miami

Gra podwójna
- Lucie Hradecká – Praga
- Hsieh Su-wei – Wimbledon
- Elise Mertens – Indian Wells

Gra mieszana
- Barbora Krejčíková – Australian Open

## Ranking końcoworoczny
| Pozycja | Tenisistka               | Punkty | Turnieje | Ranking 2020 | Zmiana |
| ------- | ------------------------ | ------ | -------- | ------------ | ------ |
| 1.      | Ashleigh Barty           | 7582   | 16       | 1.           |        |
| 2.      | Aryna Sabalenka          | 6380   | 20       | 10.          | 8      |
| 3.      | Garbiñe Muguruza         | 5685   | 21       | 15.          | 12     |
| 4.      | Karolína Plíšková        | 5135   | 19       | 6.           | 2      |
| 5.      | Barbora Krejčíková       | 5008   | 29       | 65.          | 60     |
| 6.      | Maria Sakari             | 4385   | 21       | 22.          | 16     |
| 7.      | Anett Kontaveit          | 4351   | 23       | 23.          | 16     |
| 8.      | Paula Badosa             | 3849   | 32       | 70.          | 62     |
| 9.      | Iga Świątek              | 3786   | 16       | 17.          | 8      |
| 10.     | Uns Dżabir               | 3455   | 21       | 31.          | 21     |
| 11.     | Anastasija Pawluczenkowa | 3076   | 20       | 38.          | 27     |
| 12.     | Sofia Kenin              | 2971   | 16       | 4.           | 8      |
| 13.     | Naomi Ōsaka              | 2956   | 11       | 3.           | 10     |
| 14.     | Jelena Rybakina          | 2855   | 29       | 19.          | 5      |
| 15.     | Elina Switolina          | 2726   | 23       | 5.           | 10     |
| 16.     | Angelique Kerber         | 2671   | 18       | 25.          | 9      |
| 17.     | Petra Kvitová            | 2660   | 20       | 8.           | 9      |
| 18.     | Jessica Pegula           | 2650   | 22       | 63.          | 45     |
| 19.     | Emma Raducanu            | 2627   | 18       | 345.         | 326    |
| 20.     | Simona Halep             | 2576   | 17       | 2.           | 18     |

| Pozycja | Tenisistka               | Punkty | Turnieje | Ranking 2020 | Zmiana |
| ------- | ------------------------ | ------ | -------- | ------------ | ------ |
| 1.      | Kateřina Siniaková       | 8365   | 15       | 8.           | 7      |
| 2.      | Barbora Krejčíková       | 8200   | 15       | 7.           | 6      |
| 3.      | Hsieh Su-wei             | 7985   | 17       | 1.           | 2      |
| 4.      | Elise Mertens            | 7495   | 18       | 6.           | 2      |
| 5.      | Shūko Aoyama             | 5735   | 24       | 22.          | 17     |
| 5.      | Ena Shibahara            | 5735   | 32       | 23.          | 18     |
| 7.      | Gabriela Dabrowski       | 5355   | 18       | 10.          | 3      |
| 8.      | Zhang Shuai              | 4990   | 31       | 27.          | 19     |
| 9.      | Darija Jurak             | 4855   | 25       | 48.          | 39     |
| 10.     | Luisa Stefani            | 4525   | 33       | 33.          | 23     |
| 11.     | Demi Schuurs             | 4410   | 22       | 12.          | 1      |
| 12.     | Nicole Melichar-Martinez | 4230   | 23       | 11.          | 1      |
| 13.     | Alexa Guarachi           | 4090   | 31       | 26.          | 13     |
| 14.     | Wieronika Kudiermietowa  | 4090   | 20       | 24.          | 10     |
| 15.     | Bethanie Mattek-Sands    | 3570   | 19       | 20.          | 5      |
| 16.     | Samantha Stosur          | 3541   | 13       | 31.          | 15     |
| 17.     | Desirae Krawczyk         | 3535   | 30       | 25.          | 8      |
| 18.     | Giuliana Olmos           | 3400   | 27       | 61.          | 43     |
| 19.     | Andreja Klepač           | 3390   | 28       | 38.          | 19     |
| 20.     | Catherine McNally        | 3385   | 21       | 42.          | 22     |